# IJsland op de Olympische Winterspelen 1984
Tijdens de Olympische Winterspelen van 1984, die in Sarajevo (Joegoslavië) werden gehouden, nam IJsland voor de negende keer deel.

## Deelnemers en resultaten

### Alpineskiën
| Olympiër             | Discipline       | Resultaat | Prestatie                        |
| -------------------- | ---------------- | --------- | -------------------------------- |
| Árni Þór Árnason     | reuzenslalom (m) | 40e       | 3.01,26 (+20,08) 1.30,05+1.31,21 |
| Árni Þór Árnason     | slalom (m)       | dnf-2     | opgave run 2                     |
| Guðmundur Jóhannsson | reuzenslalom (m) | 43e       | 3.04,41 (+23,23) 1.30,90+1.33,51 |
| Guðmundur Jóhannsson | slalom (m)       | dnf-1     | opgave run 1                     |
|                      |                  |           |                                  |
| Nanna Leifsdóttir    | reuzenslalom (v) | 38e       | 2.34,84 (+13,86) 1.14,82+1.20,02 |
| Nanna Leifsdóttir    | slalom (v)       | dnf-1     | opgave run 1                     |

### Langlaufen
| Olympiër            | Discipline | Resultaat | Prestatie            |
| ------------------- | ---------- | --------- | -------------------- |
| Gottlieb Konráðsson | 15 km (m)  | 55e       | 46.37,8 (+5.12,2)    |
| Gottlieb Konráðsson | 30 km (m)  | 39e       | 1:37.48,2 (+8.51,9)  |
| Einar Ólafsson      | 15 km (m)  | 49e       | 46.21,7 (+4.56,1)    |
| Einar Ólafsson      | 30 km (m)  | 49e       | 1:39.32,2 (+10.35,9) |

Andorra · Argentinië · Australië · België · Bolivia · Bondsrepubliek Duitsland · Britse Maagdeneilanden · Bulgarije · Canada · Chili · China · Chinees Taipei · Costa Rica · Cyprus · Duitse Democratische Republiek · Egypte · Finland · Frankrijk · Griekenland · Groot-Brittannië · Hongarije · IJsland · Italië · Japan · Joegoslavië · Libanon · Liechtenstein · Marokko · Mexico · Monaco · Mongolië · Nederland · Nieuw-Zeeland · Noord-Korea · Noorwegen · Oostenrijk · Polen · Puerto Rico · Roemenië · San Marino · Senegal · Sovjet-Unie · Spanje · Tsjecho-Slowakije · Turkije · Verenigde Staten · Zuid-Korea · Zweden · Zwitserland